# Jasnohirka
Jasnohirka (ukrainisch Ясногірка; russisch Ясногорка Jasnogorka) ist eine Siedlung städtischen Typs im Zentrum der ukrainischen Oblast Donezk mit etwa 8200 Einwohnern (2014).

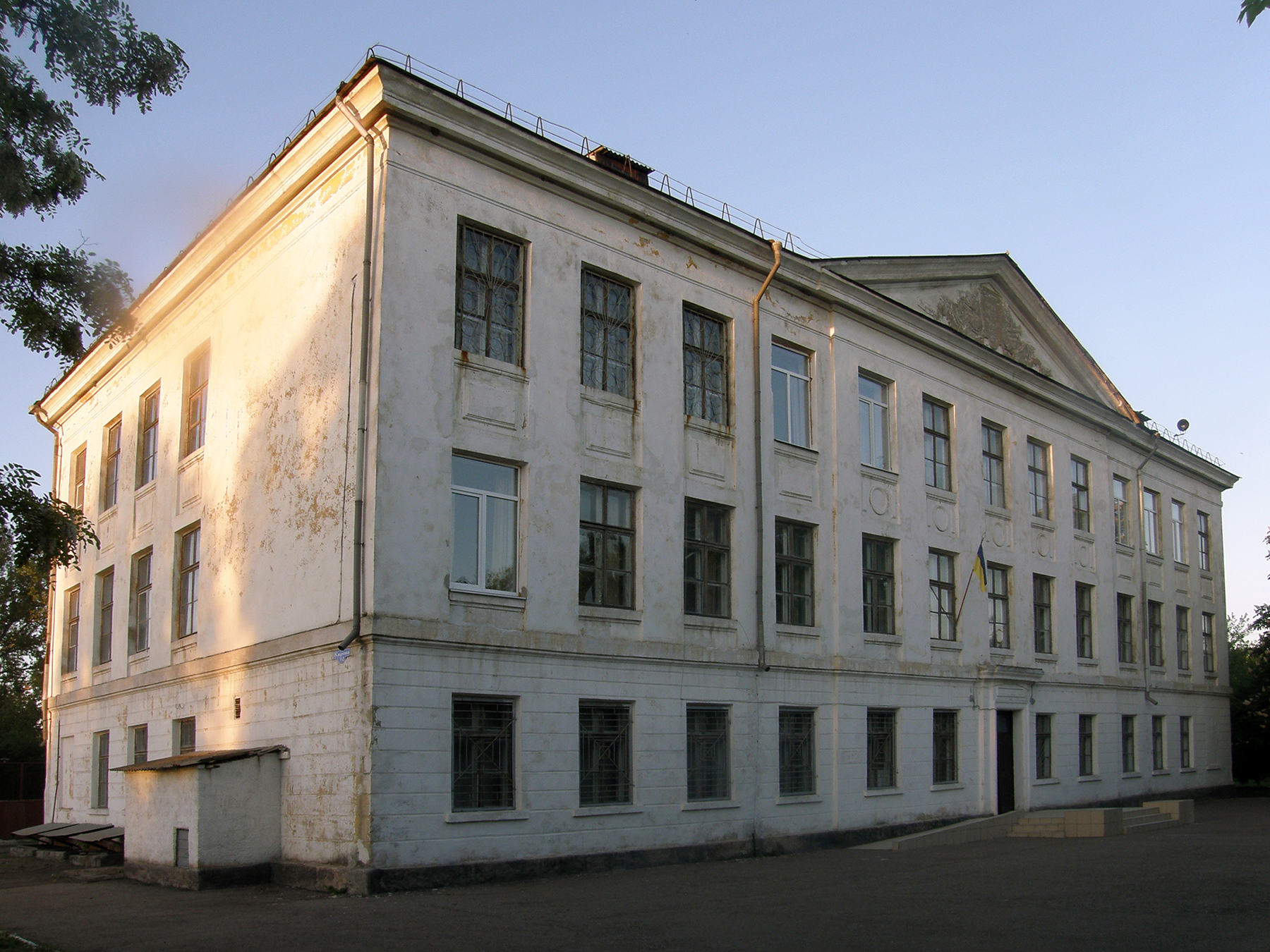
Schulgebäude im Ort

Jasnohirka erhielt 1938 den Status einer Siedlung städtischen Typs und ist die einzige Ortschaft der gleichnamigen Siedlungsratsgemeinde.
Jasnohirka liegt am linken Ufer des Kasennyj Torez etwa 100 km nordöstlich vom Oblastzentrum Donezk und 5 km nördlich von Kramatorsk, zu dessen Stadtkreis es administrativ gehört. Am Ort vorbei verläuft die Fernstraße N 20.